# Montrevel, Isère
Montrevel är en kommun i departementet Isère i regionen Auvergne-Rhône-Alpes i sydöstra Frankrike. Kommunen ligger i kantonen Virieu som tillhör arrondissementet La Tour-du-Pin. År 2022 hade Montrevel 447 invånare.

## Befolkningsutveckling
Antalet invånare i kommunen Montrevel
Referens:INSEE